# Lakigecko aaronbaueri
Lakigecko aaronbaueri — вид геконоподібних ящірок родини геконових (Gekkonidae). Ендемік Ірану. Це єдиний представник монотипового роду Lakigecko. Описаний у 2020 році.

## Поширення і екологія
Lakigecko aaronbaueri відомі з типової місцевості, розташованої на західних схилах гір Загрос в районі міста Нурабад в провінції Лурестан, на висоті 1470 м над рівнем моря.

## Етимологія
Вид названий на честь американського герпетолога Аарона Метьюа Бауера.